# Parno graszt
Parno Graszt (цыг. Белая лошадь) — цыганский музыкальный ансамбль из города Пасаб, Венгрия, основанный в 1987. В цыганской культуре — белый цвет — символ чистоты, а лошадь — символ свободы.
Их дебютный альбом Hit the piano занял седьмую позицию в World Music Chart Europe (мировой музыкальный европейский чарт) в октябре 2002. «Венгерское телевидение» и BBC спродюсировали музыкальный документальный фильм про Parno Graszt.
После их следующего альбома, Járom az utam (2004), Parno Graszt вошёл в ТОП-10 «лучших артистов года», 2005, По мнению швейцарского музыкального журнала Vibrations (вибрации).

## Участники
- József Oláh (вокал, гитара, тамбурин)
- Géza Balogh (вокал, гитара, танцы)
- Viktor Oláh (вокал, гитара, танцы)
- Sándor Horváth (вокал, ложки, танцы)
- János Jakocska (вокал, гитара)
- Mária Váradi (вокал, танцы)
- Mária Balogh (вокал, танцы)
- Krisztián Oláh (аккордеон)
- János Oláh (контрабас)
- István Németh (бас-голос)